# ROKS Chang Bogo
Le ROKS Chang Bogo (SS-061) est un sous-marin de la marine de la république de Corée, le navire de tête de la classe Chang Bogo et le premier sous-marin à servir dans la marine sud-coréenne. C’est l’un des sous-marins de type 209 construits pour l’exportation par l’Allemagne.

## Conception
À la fin des années 1980, la marine sud-coréenne a commencé à améliorer sa capacité globale et a commencé à exploiter des navires d’une technologie plus avancée. La Corée du Sud a acheté ses premiers sous-marins, la classe allemande Type 209 dans sa sous-variante 1200, commandée sous le nom de classe Chang Bogo. Ces bateaux sont globalement similaires aux six sous-marins turcs de la classe Atilay, avec des capteurs et des armes allemands.
La première commande passée à la fin de 1987 portait sur trois bateaux, l’un devant être achevé en Allemagne et les deux autres en Corée du Sud à partir de kits fournis par l’Allemagne. Il s’est ensuivi deux autres commandes de trois bateaux, passées en octobre 1989 et janvier 1994 pour des bateaux de construction sud-coréenne. Les bateaux ont été mis en service de 1993 à 2001.
Les bateaux plus anciens ont été améliorés. On pense que la modernisation comprenait un tronçon de coque supplémentaire pour les porter à la longueur du Type 1400, la fourniture de missiles Harpoon lancés par tube lance-torpilles et l’ajout d’un sonar à réseau remorqué.